# Chakib Khelil
Chakib Khelil (arab. شكيب  خليل, ur. 8 sierpnia 1939 w Wadżdzie, Maroko) – algierski polityk, były minister energii i górnictwa, szef OPEC.
W 1968 uzyskał doktorat z zakresu inżynierii ropy naftowej na Uniwersytecie Teksańskim (Texas A&M University). Po kilkuletniej pracy w USA dla koncernów Shell i Phillips Petroleum został zatrudniony przez Sonatrach w 1971, następnie został prezesem Valhyd Group w latach 1973–1976. W 1980 rozpoczął pracę w Banku Światowym nad projektami dot. ropy naftowej. W 1999 odszedł z Banku Światowego na emeryturę. W tym samym roku dołączył do gabinetu Prezydenta Abdelaziza Boutefliki. Jako minister ds. energii i górnictwa wprowadził częściową liberalizację rynku naftowego w Algierii poprzez inicjowanie nowego prawodawstwa dot. hydrokarbonów, które zmieniło relacje między państwowym Sonatrach a inwestorami zagranicznymi.
W 2001 został prezesem Sonatrach. W 2003 został zastąpiony przez Mohameda Meziane. Khelil był przewodniczącym kartelu OPEC w 2001 oraz 2008. W 2001 został przewodniczącym Afrykańskiej Komisji Energetycznej (AFREC).